# Pałacyk Küçüksu
Pałacyk Küçüksu lub Pawilon Küçüksu (tr Küçüksu Kasrı) – letni pałac w Stambule, w Turcji, położony nad Bosforem, po azjatyckiej stronie miasta, w dystrykcie Beykoz.
Miejsce to było znane już od czasów Bizancjum, za panowania sułtanów ustanowiono tutaj parki imperialne (tzw. Ogrody Latarń), za panowania Mahmuda I zbudowano tu drewniany pałac. Budowę nowego pałacu zlecił sułtan Abdulmecid I, a projektantami byli architekci ormiańskiego pochodzenia Garabet Amira Balyan i jego syn Nigoşayos Balyan. Budowę zakończono w 1857. Pałacyk był używany przez sułtanów w trakcie wycieczek za miasto i podczas polowań. Od 1944 roku znajduje się tu muzeum. W 1994 pałac gruntownie odrestaurowano, a ogrody zamieniono w park.
Pałacyk jest zbudowany w stylu barokowym, dwupiętrowy, z podpiwniczeniem. W odróżnieniu od innych pałaców stambulskich, które posiadają ogrody ogrodzone wysokimi murami, Pałacyk Küçüksu jest otoczony żelaznym ogrodzeniem, z bramami po każdej z czterech stron. W piwnicach znajdowała się kuchnia, spiżarnia i pomieszczenia dla służby. Wyższe piętra mają tradycyjny rozkład dla tureckich pałaców: cztery pokoje na rogach i hol pośrodku. Pokoje wychodzące na Bosfor posiadają po dwa kominki wyłożone włoskim kolorowym marmurem, od strony lądu – po jednym. Wnętrza zostały zaprojektowane przez wiedeńskiego projektanta wnętrz Sechana. Żyrandole wykonane są z czeskiego kryształu, dywany, zasłony i obicia mebli zostały wykonane w Hereke. Sufity posiadają bogate zdobienia, podłogi wyłożone są parkietami – w każdym pokoju inny.